# Archipiélago Reina Adelaida
El archipiélago Reina Adelaida es un archipiélago situado en el océano Pacífico en la región austral de Chile, al norte del estrecho de Magallanes. Es uno de los mayores de la Patagonia chilena, tiene la forma de un paralelogramo de unas dos mil millas cuadradas de superficie.
Se estima que está conformado por unas dos mil islas, considerando sólo las mayores de una hectárea de superficie. Las más extensas son: las islas Contreras, Ramírez,  y Vidal Gormaz en la parte NW; en el lado NE las islas Rennell; al SE las islas Pedro Montt y Manuel Rodríguez y en el lado SW las islas Pacheco y Juan Guillermos.
Administrativamente pertenece a la provincia Última Esperanza de la XII Región de Magallanes y la Antártica Chilena.
Desde hace aproximadamente 6.000 años sus costas fueron habitadas por indígenas canoeros, antecesores del pueblo kawésqar. A comienzos del siglo XXI este pueblo prácticamente había desaparecido a causa de las emigraciones y sedentarización propiciadas por los misioneros a principios del siglo XX y de las muertes por enfermedades y asesinato que se produjeron luego del contacto con cazadores de lobos marinos y otras gentes llegadas a su territorio.

## Ubicación
El archipiélago tiene la forma de un paralelógramo de unas dos mil millas cuadradas de superficie. Se extiende entre los paralelos 51° 36' S y 52° 45' S y los meridianos 73° 40' W y 75° 10' W.
Por ahora no se ha precisado el número de islas grandes y pequeñas que lo forman, pero considerando sólo las mayores de una hectárea de superficie se estiman en unas dos mil. Entre las islas se forman numerosos canales la mayor parte aún poco conocidos y no levantados.
Limita por el norte y el este con el canal Smyth, desde el estrecho Nelson al estrecho de Magallanes y; por el sur y el oeste con este último estrecho y el océano Pacífico.

## Geología y orografía
En el pasado se produjo un hundimiento del territorio provocado por el encuentro, frente a la península de Taitao, de tres placas tectónicas: la de Nazca y la Antártica que se mueven hacia el este, y la Sudamericana que se desplaza hacia el oeste. Esta situación ocasionó un notorio hundimiento del borde de la placa Sudamericana bajando los suelos a su nivel actual, lo que se puede comprobar por la fragmentación del territorio y la penetración del mar en los lugares hundidos, surgiendo gran cantidad de islas.
Data de la época terciaria; y es producto de la misma causa geológica que hizo aparecer primero la cordillera de la Costa y luego la de los Andes. En la edad glacial, tomó su aspecto actual siendo la continuación hacia el sur de la cordillera de la Costa.
Es de origen ígneo por la clase de roca que lo constituye y por su relieve áspero e irregular, característico de las cadenas de erupción.
Son una sucesión de tierras altas y barrancosas con numerosas cumbres y promontorios muy parecidos entre sí. Sus cabos y puntas terminan en forma abrupta. Lo anterior, unido al silencio y soledad del entorno hacen de estas islas y canales una de las regiones más bellas del planeta.
Las costas son acantiladas y sus canales, en general son limpios y abiertos, donde hay escollos estos están invariablemente marcados por sargazos.
Existen alturas bastante notables que sirven para reconocer la entrada a los diferentes senos, canales o bahías. Estas están claramente indicadas en las respectivas cartas y derroteros de la región.

## Climatología

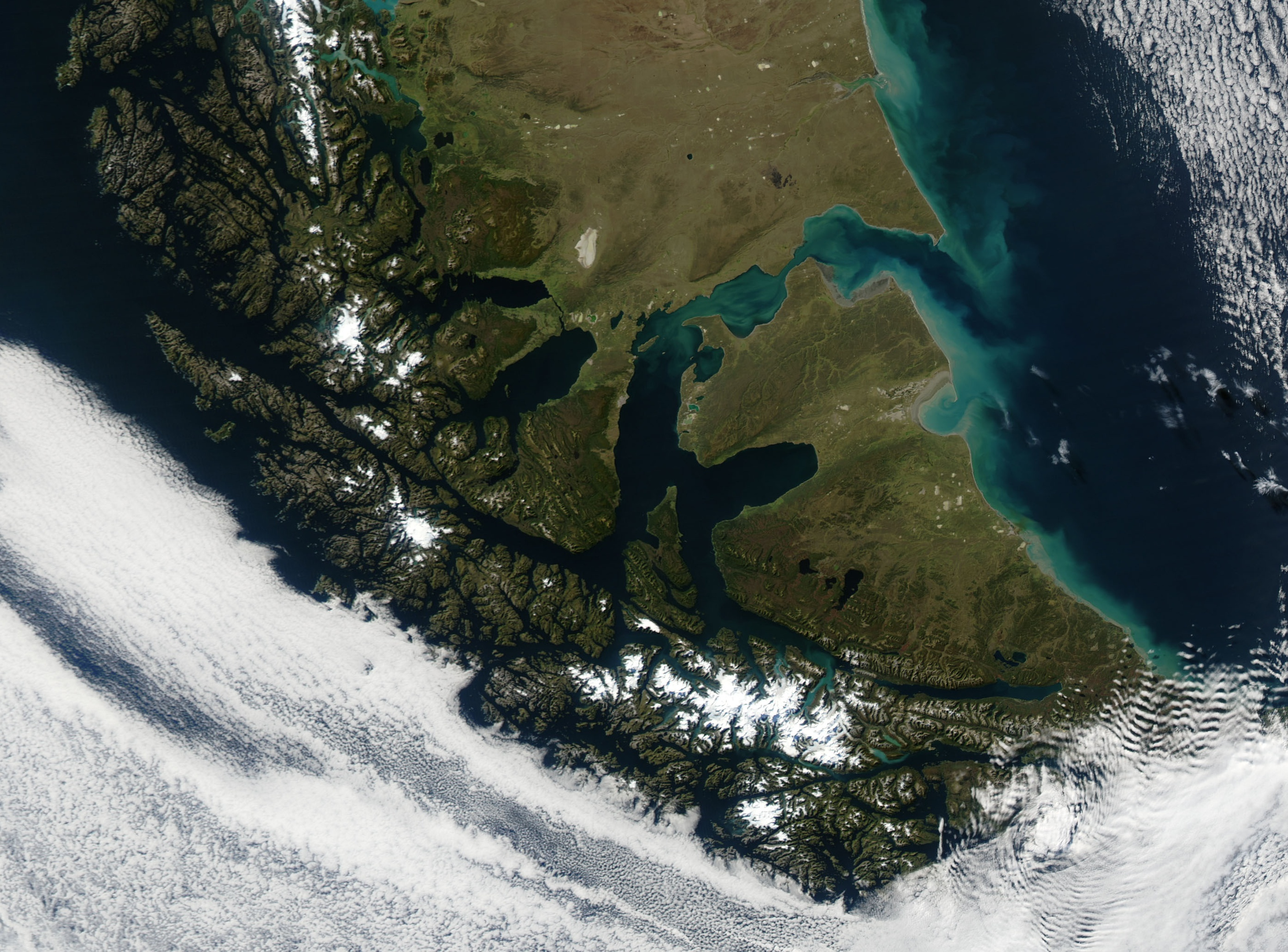
NASA Tierra del Fuego

La región es afectada continuamente por vientos del oeste y por el paso frecuente de sistemas frontales. Estos sistemas frontales se generan en la latitud 60° S, zona en la que confluyen masas de aire subtropical y masas de aire polar creando un cinturón de bajas presiones que forma los sistemas frontales.
Esta área tiene un clima que se conoce como “templado frío lluviosos” que se extiende desde la parte sur de la X Región de Los Lagos hasta el estrecho de Magallanes. Aquí se registran las máximas cantidades de precipitaciones, en isla Guarello se han alcanzado hasta 9.000 mm anuales.
La nubosidad atmosférica es alta, los días despejados son escasos. La amplitud térmica es reducida, la oscilación anual es de aproximadamente 4 °C con una temperatura media de 9 °C. Precipita durante todo el año siendo más lluvioso hacia el otoño.
Existen solo dos estaciones: verano e invierno. El verano comienza en septiembre y los vientos empiezan a rondan del NW al SW. Los días comienza a ser más largos y en octubre pueden haber algunos días despejados. En los meses de diciembre, enero y febrero los vientos ya soplan casi exclusivamente del SW con gran intensidad.
Las lluvias, en esta estación, son frecuentes pero no tan persistentes como en el invierno y se presentan bajo la forma de fuertes y copiosos chubascos. La mejor época del año es la que va de febrero a abril. En mayo se observan bravezas de mar que traen mucha marejada. En mayo caen las primeras nevazones las que continúan durante todo el invierno. Las nevazones a veces son tan espesas que la visibilidad se ve reducida a no más de 100 metros. El viento ha rondado al NW. Los meses de junio y julio se consideran los peores del año. El mal tiempo es el estado normal de la región, el buen tiempo es un accidente transitorio
En la mayoría de los senos, esteros y canales las tierras altas hacen cambiar la dirección del viento verdadero. El viento tiende a soplar a lo largo de los canales, siguiendo su dirección y hacia abajo en los valles.
En los puertos y fondeaderos que se encuentran a sotavento de las tierras altas, cuando los chubascos que soplan por lo alto encuentran quebradas o valles, bajan por ellos en forma repentina y violenta, a estos chubascos se les conoce como “williwaws”.
El viento dominante en toda la zona según el mes es: enero del NW – febrero del W – marzo y abril del W – mayo ronda al S – junio cambia al SW – julio y agosto entre el W al SW – septiembre del E y del N – octubre del W – noviembre del W al NW y en diciembre del WNW.

## Flora y fauna
En las laderas y hondonadas de los cerros crece un bosque tupido que se afirma en los intersticios de las rocas, los árboles se entrelazan unos con otros. Normalmente no se desarrollan sobre los 50 metros sobre el nivel del mar, pero donde está resguardado del viento dominante sube hasta los 200 y 300 metros sobre dicho nivel. Sobre la roca desnuda se observa una formación esponjosa sobre la cual crecen líquenes y musgos desde los cuales surge el agua a la menor presión que se ejerza sobre su superficie. Algunos árboles son el haya, el tepú y el canelo.
El reino animal es muy reducido, se pueden encontrar el zorro y algunos roedores. Hay lobos y nutrias. Entre las aves terrestres y acuáticas podemos encontrar el martín pescador, el tordo, el zorzal, el cisne, el pato, el pingüino, el canquén, la gaviota y el quetro o pato a vapor. Entre los peces se encuentran el róbalo, el pejerrey, el blanquillo y la vieja. Entre los mariscos hay centollas, jaibas, erizos y choros.

## Producción

### Producción minera
Sólo se han encontrado minerales de piedra caliza en la isla Guarello el que es extraído y embarcado por la Compañía de Acero del Pacífico y de mármol en la isla Diego de Almagro.

### Producción ganadera
El seno Última Esperanza por la buena calidad de sus pastos es la única parte de esta región donde se ha desarrollado con excelente resultado la crianza de ganado ovejuno, lo que ha originado industrias de carnes frigorizadas, graserías y exportación de lanas.

## Historia
A contar de 1520, con el descubrimiento del estrecho de Magallanes, pocas regiones han sido tan exploradas como la de los canales patagónicos. En las cartas antiguas la región de la Patagonia, entre los paralelos 48° y 50° Sur, aparecía ocupada casi exclusivamente por una gran isla denominada “Campana” separada del continente por el “canal de la nación Calén”, nación que se supuso existió hasta el siglo XVIII entre los paralelos 48° y 49° de latitud sur.
Desde mediados del siglo XX esos canales son recorridos con seguridad por grandes naves de todas las naciones, gracias a los numerosos reconocimientos y trabajos hidrográficos efectuados en esas peligrosas costas.
Por más de 6.000 años estos canales y sus costas han sido recorridas por los kawésqar, indígenas, nómades canoeros. Hay dos hipótesis sobre su llegada a los lugares de poblamiento. Una, que procedían del norte siguiendo la ruta de los canales chilotes y que atravesaron hacia el sur cruzando el istmo de Ofqui. La otra es que procedían desde el sur y que a través de un proceso de colonización y transformación de poblaciones cazadoras terrestres, procedentes de la Patagonia Oriental, poblaron las islas del estrecho de Magallanes y subieron por los canales patagónicos hasta el golfo de Penas. A comienzos del siglo XXI este pueblo prácticamente había desaparecido a causa de las emigraciones y sedentarización propiciadas por los misioneros a principios del siglo XX y de las muertes por enfermedades y asesinato que se produjeron luego del contacto con cazadores de lobos marinos y otras gentes llegadas a su territorio.

## Islas principales

### Islas Rennell
Son dos grandes islas situadas en el lado NE del archipiélago separadas entre sí por un canal estrecho y tortuoso. El eje mayor de ambas islas corre en dirección NW-SE con un largo total de 44 millas, su mayor ancho es de aproximadamente 6 millas.
Sus límites son: al norte y al este: el canal Smyth, que las separa de las islas Piazzi, Taraba y Hunter entre otras. Al sur: la unión de los canales Smyth y Cutler. Al oeste: los canales Uribe y Cutler que las separan de muchas islas de variados portes.
La costa noreste de la isla forma la ribera occidental del canal Smyth. Por su costa suroeste corre el canal Cuttler.
En la parte norte hay alturas que varían entre los 338 y los 448 metros, en la parte sur se alza el monte Goñi.
En el sector suroriental se encuentran la bahía Ensenada, la bahía Welcome que contiene el puerto Mardon y la bahía Open. En la costa noroccidental está el abra Honda con la caleta Parnnell.

### Isla Pedro Montt
Está situada en la parte central del lado este del archipiélago. Es una de las más extensas del conjunto. Tiene la forma de una elipse orientada en dirección NW-SE que en su eje mayor mide 15 millas y en su eje menor 5 millas. Tiene una superficie de 265,3 km².
Sus límites son: al norte, los canales Vírgenes, Molinas y Viel. Al este, el canal Gray. Al sur, el canal Bambach. Al oeste, el canal Pacheco.
La isla es muy montañosa, sus cumbres se encuentran separadas por quebradas profundas, por donde descienden las aguas en forma de hermosas cascadas. Por el lado del canal Viel tienen mayor visibilidad el pico Ejército de 867 metros, el monte Condell de 646 metros, el monte Bello de 750; el Roble de 738 y el monte Aguirre de 701 metros. Por el lado del canal Pacheco se distinguen el monte Lopetegui de 891 metros, el monte O'Brien de 754 metros y el Galvarino de 683 entre varios otros de menor altura.
En la costa este de la isla se forman la bahía Adriana, recomendable para naves de hasta 40 metros de eslora, el puerto Bello y el seno Jennsen.

### Isla Manuel Rodríguez
Está ubicada en la parte sureste del archipiélago. Es de grandes dimensiones. Está orientada en dirección NNE-SSW, su largo es de 21 millas y su mayor ancho de 11 millas.
Sus límites son: al norte el canal Bambach. Al este, el canal Smyth. Al sur, las aguas del estrecho de Magallanes. Al oeste las aguas interiores del archipiélago que dan al océano Pacífico.
Por el lado oriental tiene varias cumbres notables: El pico Sainte Anne de 513 metros, el pico Sainte Agnes de 324 metros y el monte Joy de 443 metros.
En la ribera oriental de la isla se forman las bahías Retreat, Sivewright y Sholl y puerto Profundo. En la costa del extremo NW se forma puerto Baquedano.

### Isla Juan Guillermos
Se encuentra en la parte interior central del archipiélago, en el lado occidental de las islas Pedro Montt y Manuel Rodríguez. Es muy extensa y con sus costas oeste y sur muy resquebrajadas. Está orientada de NW-SE eje en el que mide 13 millas, su mayor ancho es de aproximadamente 4 millas.
Limita al norte con el canal Pacheco, al este con el canal O'Higgins y al oeste con los canales Juan Grove, Castillo y Rocoso.
Es de relieve muy alto, especialmente en su lado NW donde se alzan varios cerros de evidente formación volcánica, destacando el pico Monumento Prat de 863 metros. En su derredor se alzan el cerro Campanil de 680 metros, el pico Aldea de 583 metros y el pico Guerrero de 387 metros. En el lado SE hay cumbres menos altas, como los cerros De la Cuadra de 488 metros y Eta de 492 metros. La vegetación es muy abundante en los faldeos hasta los 40 metros de altura, luego sigue un bosque menos tupido o desaparece por completo. Por sus quebradas descienden muchos torrentes y riachuelos.

### Isla Pacheco
Ubicada en el lado suroeste del archipiélago. Es de buen tamaño, de forma irregular. Tiene 11 millas en su eje más largo y 8 en el más ancho.
Sus límites son: al norte el canal Huemul. Al este y sur el canal Anita y por el lado oeste el canal Silva Varela y las aguas del océano Pacífico.
Es montañosa, especialmente en su lado oriental en el que se encuentran el cerro Toro de 500 metros de alto y el cerro Vacas de 691 metros.
Sus costas son sinuosas y endentadas en los que se encuentran pequeños fondeaderos que no han sido levantados.

### Isla Vidal Gormaz
Está situada entre las islas Maldonado y Contreras en el sector occidental del archipiélago. Está orientada en dirección N-S, mide 20 millas de largo por 6 millas en su mayor ancho.
Limita al norte con el seno Nantuel que la separa de la isla del mismo nombre, al este se encuentra el canal Montt que la separa de la isla Maldonado, al sur el golfo Sarmiento y por el oeste el canal Nogueira que la separa de la isla Contreras.
Es alta y montañosa. En parte sur se encuentran el monte Lecky de 1.080 metros de alto y el pico Diana de 1.000 metros.

### Isla Contreras
Debe su nombre al destacado General del Ejército de Chile Don Luis Alberto Contreras y Sotomayor, gobernador de Magallanes (1917-1919) y uno de los pioneros de la Aviación chilena. 
Se encuentra en el lado NW del archipiélago. Es extensa y alargada en dirección N-S. Tiene 29 millas de largo por 6 millas en su ancho mayor. Tiene una superficie de 625,5 km², que la convierten en la 21.ª isla mayor de Chile
Al norte limita con el estrecho Nelson, al este con el canal Nogueira que la separa de la isla Vidal Gormaz, al sur con las aguas del golfo Sarmiento y al oeste con el canal Vidal Gormaz que la separa de la isla Ramírez.
Es alta y montañosa como las otras islas del archipiélago. En el extremo norte se encuentra el monte Nuestra Señora de la Victoria de 791 metros y en su extremo sur el pico Brigstock de 744 metros.
En su costa oriental, que es muy sinuosa, ofrece dos pequeños fondeaderos: el puerto Cornejo y la caleta Nena.

### Isla Ramírez
Ubicada en el extremo NW del archipiélago, de tamaño mediano, mide 12 millas en el eje N-S y 5 millas en su ancho mayor.
Limita al norte con el estrecho Nelson, al este con el canal Vidal Gormaz que la separa de la isla Contreras y al sur y al oeste con el océano Pacífico.
Es de estructura rocosa con montes altos pero con poca vegetación en sus faldas y quebradas. En la parte norte se alza el pico Julio y en su medianía el pico Bloxam de 610 metros de alto.
Las costas norte y sur son inabordables debido a los numerosos peligros que la rodean.

## Canales principales

### Canal Uribe
Está comprendido entre las islas Rennell y las islas Vidal Gormaz y Maldonado. Su dirección general es SE_NW con un largo aproximado de 17 millas; su ancho en la boca es de 2,5 millas aproximadamente.
Comunica las aguas del estrecho Nelson con las de los canales interiores del archipiélago. Es profundo. Sembrado de islotes que se concentran especialmente al sur de su eje. Termina por el sur en tres pasos bastante navegados: Cutler, Serrano y Riquelme que conducen a los canales Cutler, Molinas y seno Meteoro respectivamente.

### Canal Cutler
Está ubicado entre la ribera occidental de la más austral de las islas Rennell y una serie de islas pequeñas: Silva Renard, Huemul, Muñoz, Fernández y Baverstock. Su dirección general es SE-NW, tiene un largo de 33 millas.
Es la continuación del canal Uribe hacia el sureste. A su término se une al canal Smyth. Aunque no ha sido estudiado, parece limpio y profundo.

### Canal Vírgenes
Separa la parte noroeste de la isla Pedro Montt de la parte sur de la isla Barros Arana. Es recto y corto, tiene 3 millas de largo. Une las aguas del canal Molinas con las del canal Pacheco.
No es apto para la navegación de naves, sólo para embarcaciones a remo por lo estrecho de algunos tramos.

### Canal Molinas
Corre por la ribera norte de la isla Barros Arana y parte de la isla Pedro Montt. Tiene 20 millas de largo y es la prolongación del canal Viel hacia el poniente.
Aunque es menos uniforme que el canal Viel en su recorrido, es más ancho y fácil de navegar.

### Canal Viel
Separa las islas Muñoz y Baverstock de las islas Orlebar y Pedro Montt. Cruza el archipiélago de SE a NW con un largo de 12 millas. En su extremo este se une al canal Smyth, hacia el oeste se une al canal Molinas
Es notable por la regularidad de su trazado y por la constante profundidad de sus aguas. Libre de peligros en todo su curso.

### Canal Bambach
Separa el extremo SE de la isla Pedro Montt, la península Bueras, de la isla Manuel Rodríguez. Tiene un largo de 5 millas en sentido NW a SE. Su extremo oriental se une al canal Gray.
Es ancho, profundo y limpio.

### Canal Pacheco
Corre entre la isla Pedro Montt que forma su ribera norte y las islas Juan Guillermos y Cochrane que forman su ribera sur. Tiene un largo de 22 millas. Une el canal Vírgenes por el occidente con el canal Bambach por el lado oriente.
Es recto, profundo, en partes tiene más de 200 metros de profundidad pero su navegación exige más cuidado que la mayoría de los canales por su escaso ancho, unos cuatro cables de ancho medio y un cable en la angostura Bravo.

### Canal Nogueira
Se forma entre las islas Contreras y Vidal Gormaz. Es recto en dirección N-S tiene una largo de 30 millas con ancho promedio de una milla.
Es recto, profundo y libre de peligros. Puede ser navegado por naves de todos los portes, pero con la presencia de un práctico local y con buen tiempo.